# Novosedlice

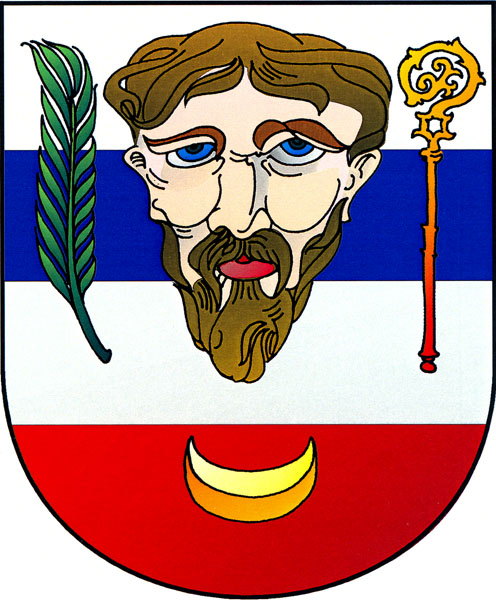
Novosedlices vapen.

Novosedlice (tyska Weißkirchlitz) är en by och en kommun i regionen Ústí nad Labem i nordvästra Tjeckien. Novosedlice, som för första gången nämns i ett dokument från år 1352, hade 2 206 invånare år 2013.